# Giải Brit
Giải Brit (tên gốc: Brit Awards, được viết cách điệu thành BRIT Awards; thường được gọi đơn giản là Brits) là giải thưởng âm nhạc thường niên của Công nghiệp ghi âm Anh, tương đương với Giải Grammy của Hoa Kỳ. Tên gọi này ban đầu là cụm từ viết tắt cho "British", "Britain" hay "Britannia" (do giải thưởng này từng được Britannia Music Club tài trợ), nhưng sau này lại được hiểu thành British Record Industry Trusts Show. Ngoài ra, còn một giải thưởng khác thường được tổ chức vào mỗi tháng 5 để vinh danh dòng nhạc cổ điển mang tên Classic BRIT Awards. Robbie Williams vẫn đang giữ kỷ lục cho người nhận nhiều giải Brit nhất, với 12 giải ở cương vị nghệ sĩ đơn ca, và 5 giải khác khi còn là một thành viên của ban nhạc Take That.
Giải thưởng được thành lập vào năm 1977 dưới dạng một buổi lễ kỷ niệm 25 năm ngày Nữ hoàng Elizabeth II lên ngôi, trước khi được chuyển thành một sự kiện thường niên vào năm 1982, dưới sự sở hữu của Công nghiệp ghi âm Anh. Buổi lễ cuối cùng với cái tên "BPI Awards" cũng là lần đầu mà giải thưởng này được phát trên sóng truyền hình BBC, trước khi giải thưởng được chính thức đổi tên thành "Brit Awards" vào năm 1989. Hãng MasterCard là đối tác tài trợ lâu dài của sự kiện này.
Giải thưởng từng bị tạm ngừng trình chiếu trực tiếp từ sau mùa giải năm 1989, khi Samantha Fox và Mick Fleetwood làm chủ trì trong một buổi lễ nhận được nhiều chỉ trích vì nhiều phần không diễn ra như dự kiến. Vào những năm kế tiếp, sự kiện được ghi hình và chọn phát sóng vào đêm kế tiếp. Kể từ năm 2007, giải thưởng tiếp tục được phát trực tiếp trên kênh ITV.

### List of ceremonies

#### BPI Awards
Buổi lễ đầu tiên vào năm 1977 được phát sóng bởi Thames Television. Các buổi lễ không được tổ chức từ năm 1978 đến năm 1981, và lúc đầu không được truyền hình sau khi nối lại vào năm 1982.
| Năm  | Ngày                 | British Album of the Year                           | British Single of the Year                                            | Outstanding Contribution to Music/BRITs Icon | Người Dẫn     | Địa Điểm                  |
| ---- | -------------------- | --------------------------------------------------- | --------------------------------------------------------------------- | -------------------------------------------- | ------------- | ------------------------- |
| 1977 | 18 tháng 10 năm 1977 | The Beatles – Sgt. Pepper's Lonely Hearts Club Band | Queen – "Bohemian Rhapsody" & Procol Harum – "A Whiter Shade of Pale" | The Beatles                                  | Michael Aspel | Wembley Conference Centre |
| 1982 | 4 tháng 2 năm 1982   | "Kings of the Wild Frontier" – Adam & the Ants      | "Tainted Love" – Soft Cell                                            | John Lennon                                  | David Jacobs  | Grosvenor House Hotel     |
| 1983 | 8 tháng 2 năm 1983   | "Memories" – Barbra Streisand                       | "Come On Eileen" – Dexys Midnight Runners                             | The Beatles                                  | Tim Rice      | Grosvenor House Hotel     |
| 1984 | 21 tháng 2 năm 1984  | "Thriller" – Michael Jackson                        | Culture Club – "Karma Chameleon"                                      | George Martin                                | Tim Rice      | Grosvenor House Hotel     |
| 1985 | 11 tháng 2 năm 1985  | "Diamond Life" – Sade                               | Frankie Goes to Hollywood – "Relax"                                   | The Police                                   | Noel Edmonds  | Grosvenor House Hotel     |
| 1986 | 10 tháng 2 năm 1986  | "No Jacket Required" – Phil Collins                 | Tears for Fears – "Everybody Wants to Rule the World"                 | Elton JohnWham!                              | Noel Edmonds  | Grosvenor House Hotel     |
| 1987 | 9 tháng 2 năm 1987   | "Brothers in Arms" – Dire Straits                   | Pet Shop Boys – "West End Girls"                                      | Eric Clapton                                 | Jonathan King | Grosvenor House Hotel     |
| 1988 | 8 tháng 2 năm 1988   | "...Nothing Like the Sun" – Sting                   | Rick Astley – "Never Gonna Give You Up"                               | The Who                                      | Noel Edmonds  | Royal Albert Hall         |

#### BRITs
Từ năm 1989 đến năm 1992, các buổi lễ được phát sóng trên đài BBC. Từ năm 1993, chúng đã được phát sóng trên ITV.
| Năm  | Ngày                | British Album of the Year                                        | British Single of the Year | Outstanding Contribution to Music/BRITs Icon | Người Dẫn                                  | Địa Điểm                    |
| ---- | ------------------- | ---------------------------------------------------------------- | --- | -------------------------------------------- | ------------------------------------------ | --------------------------- |
| 1989 | 13 tháng 2 năm 1989 | "The First of a Million Kisses" – Fairground Attraction          | Fairground Attraction – "Perfect" | Cliff Richard                                | Samantha Fox & Mick Fleetwood              | Royal Albert Hall           |
| 1990 | 18 tháng 2 năm 1990 | "The Raw and the Cooked" – Fine Young Cannibals                  | Phil Collins – "Another Day in Paradise" | Queen                                        | Cathy McGowan                              | Dominion Theatre, Luân Đôn  |
| 1991 | 10 tháng 2 năm 1991 | "Listen Without Prejudice Vol. 1" – George Michael               | Depeche Mode - "Enjoy the Silence" | Status Quo                                   | Simon Bates (voiceover)                    | Dominion Theatre, Luân Đôn  |
| 1992 | 12 tháng 2 năm 1992 | "Seal" – Seal                                                    | Queen – "These Are the Days of Our Lives" | Freddie Mercury                              | Simon Bates (voiceover)                    | Odeon Hammersmith, Luân Đôn |
| 1993 | 16 tháng 2 năm 1993 | "Diva" – Annie Lennox                                            | Take That – "Could It Be Magic" | Rod Stewart                                  | Richard O'Brien                            | Alexandra Palace, Luân Đôn  |
| 1994 | 14 tháng 2 năm 1994 | "Connected" – Stereo MC's                                        | Take That – "Pray" | Van Morrison                                 | Elton John & RuPaul                        | Alexandra Palace, Luân Đôn  |
| 1995 | 20 tháng 2 năm 1995 | "Parklife" – Blur                                                | Blur – "Parklife" | Elton John                                   | Chris Evans                                | Alexandra Palace, Luân Đôn  |
| 1996 | 19 tháng 2 năm 1996 | "(What's the Story) Morning Glory?" – Oasis                      | Take That – "Back for Good" | David Bowie                                  | Chris Evans                                | Earls Court, Luân Đôn       |
| 1997 | 24 tháng 2 năm 1997 | "Everything Must Go" – Manic Street Preachers                    | Spice Girls – "Wannabe" | Bee Gees                                     | Ben Elton                                  | Earls Court, Luân Đôn       |
| 1998 | 9 tháng 2 năm 1998  | "Urban Hymns" – The Verve                                        | All Saints – "Never Ever" | Fleetwood Mac                                | Ben Elton                                  | London Arena, Luân Đôn      |
| 1999 | 16 tháng 2 năm 1999 | "This Is My Truth Tell Me Yours" – Manic Street Preachers        | Robbie Williams – "Angels" | Eurythmics                                   | Johnny Vaughan                             | London Arena, Luân Đôn      |
| 2000 | 3 tháng 3 năm 2000  | "The Man Who" – Travis                                           | Robbie Williams – "She's the One" | Spice Girls                                  | Davina McCall                              | Earls Court, Luân Đôn       |
| 2001 | 26 tháng 2 năm 2001 | "Parachutes" – Coldplay                                          | Robbie Williams – "Rock DJ" | U2                                           | Ant & Dec                                  | Earls Court, Luân Đôn       |
| 2002 | 20 tháng 2 năm 2002 | "No Angel" – Dido                                                | S Club 7 – "Don't Stop Movin'" | Sting                                        | Frank Skinner & Zoë Ball                   | Earls Court, Luân Đôn       |
| 2003 | 20 tháng 2 năm 2003 | "A Rush of Blood to the Head" – Coldplay                         | Liberty X – "Just a Little" | Tom Jones                                    | Davina McCall                              | Earls Court, Luân Đôn       |
| 2004 | 17 tháng 2 năm 2004 | "Permission to Land" – The Darkness                              | Dido – "White Flag" | Duran Duran                                  | Cat Deeley                                 | Earls Court, Luân Đôn       |
| 2005 | 9 tháng 2 năm 2005  | "Hopes and Fears" – Keane                                        | Will Young – "Your Game" | Bob Geldof                                   | Chris Evans                                | Earls Court, Luân Đôn       |
| 2006 | 14 tháng 2 năm 2006 | "X&Y" – Coldplay                                                 | Coldplay – "Speed of Sound" | Paul Weller                                  | Chris Evans                                | Earls Court, Luân Đôn       |
| 2007 | 15 tháng 2 năm 2007 | "Whatever People Say I Am, That's What I'm Not" – Arctic Monkeys | Take That – "Patience" | Oasis                                        | Russell Brand                              | Earls Court, Luân Đôn       |
| 2008 | 9 tháng 2 năm 2008  | "Favourite Worst Nightmare" – Arctic Monkeys                     | Take That – "Shine" | Paul McCartney                               | The Osbournes                              | Earls Court, Luân Đôn       |
| 2009 | 18 tháng 2 năm 2009 | "Rockferry" – Duffy                                              | Girls Aloud – "The Promise" | Pet Shop Boys                                | James Corden, Mathew Horne & Kylie Minogue | Earls Court, Luân Đôn       |
| 2010 | 16 tháng 2 năm 2010 | "Lungs" – Florence and the Machine                               | JLS – "Beat Again" | Robbie Williams                              | Peter Kay                                  | Earls Court, Luân Đôn       |
| 2011 | 15 tháng 2 năm 2011 | "Sigh No More" – Mumford & Sons                                  | Tinie Tempah – "Pass Out"\| data-sort-value="" style="background: var(--background-color-interactive, #ececec); color: var(--color-base, inherit); vertical-align: middle; text-align: center; " class="table-na" \|                           | James Corden                                 | The O2 Arena, Luân Đôn                     |                             |
| 2012 | 21 tháng 2 năm 2012 | "21" – Adele                                                     | One Direction – "What Makes You Beautiful" | James Corden                                 | The O2 Arena, Luân Đôn                     | Blur                        |
| 2013 | 20 tháng 2 năm 2013 | "Our Version of Events" – Emeli Sandé                            | Adele – "Skyfall"\| data-sort-value="" style="background: var(--background-color-interactive, #ececec); color: var(--color-base, inherit); vertical-align: middle; text-align: center; " class="table-na" \|                                   | James Corden                                 | The O2 Arena, Luân Đôn                     |                             |
| 2014 | 19 tháng 2 năm 2014 | "AM" – Arctic Monkeys                                            | Rudimental hợp tác cùng Ella Eyre – "Waiting All Night" | James Corden                                 | The O2 Arena, Luân Đôn                     | Elton John                  |
| 2015 | 25 tháng 2 năm 2015 | Ed Sheeran – "X"                                                 | Mark Ronson hợp tác cùng Bruno Mars – "Uptown Funk"\| data-sort-value="" style="background: var(--background-color-interactive, #ececec); color: var(--color-base, inherit); vertical-align: middle; text-align: center; " class="table-na" \| | Ant & Dec                                    | The O2 Arena, Luân Đôn                     |                             |
| 2016 | 24 February 2016    | 25 – Adele                                                       | "Hello" – Adele | David Bowie                                  |                                            |                             |
| 2017 | 22 February 2017    | Blackstar – David Bowie                                          | "Shout Out to My Ex" – Little Mix | Robbie Williams                              | Dermot O'LearyEmma Willis                  |                             |
| 2018 | 21 February 2018    | Gang Signs & Prayer – Stormzy                                    | "Human" – Rag'n'Bone Man\| data-sort-value="" style="background: var(--background-color-interactive, #ececec); color: var(--color-base, inherit); vertical-align: middle; text-align: center; " class="table-na" \|                            | Jack Whitehall                               |                                            |                             |
| 2019 | 20 February 2019    | A Brief Inquiry into Online Relationships – The 1975             | "One Kiss" – Calvin Harris and Dua Lipa | Jack Whitehall                               | P!nk                                       |                             |
| 2020 | 18 February 2020    | Psychodrama – Dave                                               | "Someone You Loved" – Lewis Capaldi\| data-sort-value="" style="background: var(--background-color-interactive, #ececec); color: var(--color-base, inherit); vertical-align: middle; text-align: center; " class="table-na" \|                 | Jack Whitehall                               |                                            |                             |
| 2021 | 11 May 2021         | Future Nostalgia – Dua Lipa                                      | "Watermelon Sugar" – Harry Styles | Jack Whitehall                               | Taylor Swift                               |                             |
| 2022 | 8 February 2022     | 30 – Adele                                                       | "Easy on Me" – Adele\| data-sort-value="" style="background: var(--background-color-interactive, #ececec); color: var(--color-base, inherit); vertical-align: middle; text-align: center; " class="table-na" \|                                | Mo GilliganMaya Jama                         |                                            |                             |

## Các hạng mục giải thưởng
- Nữ nghệ sĩ Anh Quốc
- Nam nghệ sĩ Anh Quốc
- Nghệ sĩ Anh Quốc nổi bật
- Nhóm nhạc Anh Quốc
- Giải BRIT Thành công quốc tế
- Sự lựa chọn của nhà phê bình
- Nhà sản xuất Anh Quốc của năm
- Nghệ sĩ trình diễn trực tiếp xuất sắc nhất
- Đĩa đơn Anh Quốc của năm
- Album Anh Quốc của năm
- Nữ nghệ sĩ quốc tế
- Nam nghệ sĩ quốc tế
- Nghệ sĩ quốc tế nổi bật
- Nhóm nhạc quốc tế
- Album quốc tế

## Nghệ sĩ giành nhiều giải nhất
| Nghệ sĩ Anh Quốc                                        | Số giải |
| ------------------------------------------------------- | ------- |
| Robbie Williams (5 giải cùng Take That)                 | 17      |
| Take That                                               | 8       |
| Annie Lennox                                            | 8       |
| Coldplay                                                | 8       |
| Arctic Monkeys                                          | 7       |
| Oasis                                                   | 6       |
| Spice Girls                                             | 5       |
| Blur                                                    | 5       |
| Phil Collins                                            | 5       |
| George Michael (3 giải cùng Wham!)                      | 5       |
| Freddie Mercury (3 giải cùng Queen; 2 giải sau khi mất) | 5       |
| Elton John                                              | 4       |
| The Beatles                                             | 4       |
| Dido                                                    | 4       |
| Manic Street Preachers                                  | 4       |
| Paul Weller                                             | 4       |
| Adele                                                   | 4       |
| One Direction                                           | 4       |

| Nghệ sĩ quốc tế   | Số giải |
| ----------------- | ------- |
| U2                | 7       |
| Michael Jackson   | 6       |
| Prince            | 5       |
| Björk             | 4       |
| Eminem            | 4       |
| R.E.M.            | 3       |
| Scissor Sisters   | 3       |
| Lady Gaga         | 3       |
| Kylie Minogue     | 3       |
| Justin Timberlake | 3       |
| Kanye West        | 3       |